# Atoka (Oklahoma)
Atoka  ist eine Stadt und County Seat im Atoka County, im US-Bundesstaat Oklahoma. Das U.S. Census Bureau hat bei der Volkszählung 2020 eine Einwohnerzahl von 3.195 ermittelt.
Die Stadt wurde nach einem Choctaw-Häuptling namens Chief Atoka benannt, der 1830 den Treaty of Dancing Rabbit Creek Vertrag unterzeichnete. Sein Name leitet sich aus dem Choctow-Wort hitoka oder hetoka ab, was Ballspielplatz bedeutet.